# Eichen (Bergisch Gladbach)
Eichen (ⓘ) ist ein Ortsteil im Stadtteil Katterbach in Bergisch Gladbach.

## Geschichte
Der Name Eichen basiert auf einem alten Siedlungsnamen, den das Urkataster nördlich der historischen Straße von Hülsen nach Torringen (= heutige Kempener Straße) verzeichnet. Die frühere Siedlung Eichen ist erstmals 1243 urkundlich mit einer hochmittelalterlichen Hofstelle als de Undereichen belegt. Bis ins 19. Jahrhundert entwickelte sich der Hof zu einem kleinen Weiler, der angeblich von fünf Eichen umstanden war, die ihm den Namen gegeben haben.
Aus Carl Friedrich von Wiebekings Charte des Herzogthums Berg 1789 geht hervor, dass Eichen zu dieser Zeit Teil der Honschaft Paffrath im gleichnamigen Kirchspiel war.
Unter der französischen Verwaltung zwischen 1806 und 1813 wurde das Amt Porz aufgelöst, und Eichen wurde politisch der Mairie Gladbach im Kanton Bensberg zugeordnet. 1816 wandelten die Preußen die Mairie zur Bürgermeisterei Gladbach im Kreis Mülheim am Rhein. Mit der Rheinischen Städteordnung wurde Gladbach 1856 Stadt, die dann 1863 den Zusatz Bergisch bekam.
Der Ort ist auf der Preußischen Uraufnahme von 1840 als An den Eichen verzeichnet. Ab der Preußischen Neuaufnahme von 1892 ist er auf Messtischblättern regelmäßig als Eichen oder ohne Namen verzeichnet. Eichen war Teil der katholischen und politischen Gemeinde Paffrath.
Aufgrund des Köln-Gesetzes wurde die Stadt Bensberg mit Wirkung zum 1. Januar 1975 mit Bergisch Gladbach zur Stadt Bergisch Gladbach zusammengeschlossen. Dabei wurde auch Eichen Teil von Bergisch Gladbach.
| Jahr | Einwohner | Wohn- gebäude | Kategorie    | Bemerkung           |
| ---- | --------- | ------------- | ------------ | ------------------- |
| 1822 | 8         |               | Hofstelle    |                     |
| 1830 | 9         |               | Hofstelle    |                     |
| 1845 | 9         | 1             | Ackergütchen | An der Eich genannt |
| 1871 | 8         | 2             | Hofstelle    |                     |
| 1885 | 12        | 3             | Wohnplatz    |                     |
| 1895 | 14        | 3             | Wohnplatz    |                     |
| 1905 | 17        | 3             | Wohnplatz    |                     |